# Best of RBD
Best Of RBD (também conhecido como RBD Best Of) é a segunda coletânea musical do grupo pop rock mexicano RBD, lançado em 23 de setembro de 2008 no México e na América do Sul. O álbum reúne alguns dos singles presentes nos cinco primeiros discos de estúdio publicados pelo grupo: Rebelde (2004), Nuestro Amor (2005), Celestial (2006), Rebels (2006) e Empezar Desde Cero (2007), acrescentado de uma versão de estúdio da música "No Pares", que foi lançada em 2006 no álbum ao vivo Live in Hollywood.
A versão padrão publicada pela gravadora EMI inclui um álbum de vídeo com os videoclipes presentes no CD. No Brasil, o DVD acompanhante era vendido separadamente ao CD.

## Best Of RBD

### Lista de faixas
| N.º | Título                     | Compositor(es)                       | Duração |  |
| 1.  | "Rebelde"                  | Carlos Lara Max Di Carlo             | 3:31    |  |
| 2.  | "Sólo Quédate en Silencio" | Mauricio Arriaga                     | 3:37    |  |
| 3.  | "Un Poco de Tu Amor"       | Lara Di Carlo                        | 4:14    |  |
| 4.  | "Sálvame"                  | Lara Di Carlo Pedro Damián           | 3:24    |  |
| 5.  | "No Pares"                 | Lynda Thomas                         | 3:47    |  |
| 6.  | "Nuestro Amor"             | Memo Méndez Guiu Emil "Billy" Méndez | 3:34    |  |
| 7.  | "Aún Hay Algo"             | Lara di Carlo                        | 3:33    |  |
| 8.  | "Este Corazón"             | Armando Ávila                        | 3:30    |  |
| 9.  | "Tras de Mí"               | Lara di Carlo Damián                 | 3:31    |  |
| 10. | "Tu Amor"                  | Diane Warren                         | 4:38    |  |
| 11. | "Ser o Parecer"            | Ávila                                | 3:33    |  |
| 12. | "Celestial"                | Lara Damián                          | 3:27    |  |
| 13. | "Bésame Sin Miedo"         | Chico Bennett John Ingoldsby         | 3:33    |  |
| 14. | "Inalcanzable"             | Lara                                 | 4:15    |  |
| 15. | "Empezar Desde Cero"       | Ávila                                | 3:33    |  |

## Hits em Português
O Hits em português é a terceira coletânea musical lançada pelo grupo musical RBD após o anúncio do fim das atividades do grupo. Publicada pela gravadora EMI em 22 de outubro de 2008, a coletânea contém canções gravadas em português pelo grupo.

### Lista de faixas
| N.º | Título                 | Compositor(es)  | Duração |  |
| 1.  | "Salva-me"             | Claudio Rabello | 3:31    |  |
| 2.  | "Ser ou Parecer"       | Rabello         | 3:37    |  |
| 3.  | "Celestial"            | Rabello         | 4:14    |  |
| 4.  | "Beija-me sem Medo"    | Rabello         | 3:20    |  |
| 5.  | "Rebelde"              | Rabello         | 3:47    |  |
| 6.  | "Esse Coração"         | Rabello         | 3:34    |  |
| 7.  | "Ao Seu Lado"          | Rabello         | 3:33    |  |
| 8.  | "Ensina-me"            | Rabello         | 3:30    |  |
| 9.  | "Nosso Amor"           | Rabello         | 3:31    |  |
| 10. | "Fique em Silêncio"    | Rabello         | 4:38    |  |
| 11. | "O que Há por Trás"    | Rabello         | 3:33    |  |
| 12. | "Talvez Depois"        | Rabello         | 3:27    |  |
| 13. | "Querer-te"            | Rabello         | 3:33    |  |
| 14. | "Um Pouco Desse Amor"  | Rabello         | 3:19    |  |
| 15. | "Venha de Novo o Amor" | Rabello         | 3:33    |  |

## Greatest Hits
A quarta coletânea musical intitulada Greatest Hits foi lançada em 25 de novembro de 2008, através da editora discográfica EMI, e é um dos últimos trabalhos publicados pelo RBD. A seleção de músicas e vídeos celebrando o melhor desses quatro anos que marcaram a história musical de RBD impressionante. O CD inclui 11 dos seus maiores sucessos, um bonus track – "Estar Bien", com a participação do grupo mexicano Kudai e da cantora mexicana Eiza González –, um tema de karaokê e uma galeria de fotos históricas. O DVD contém 11 de seus melhores vídeos com a versão de Karaoke "Inalcanzable".

### Lista de faixas
| N.º | Título                     | Compositor(es)                       | Duração |  |
| 1.  | "Rebelde"                  | Carlos Lara Max Di Carlo             | 3:31    |  |
| 2.  | "Sólo Quédate en Silencio" | Mauricio Arriaga                     | 3:37    |  |
| 3.  | "Sálvame"                  | Lara Di Carlo Pedro Damián           | 3:24    |  |
| 4.  | "Nuestro Amor"             | Memo Méndez Guiu Emil "Billy" Méndez | 3:34    |  |
| 5.  | "Aún Hay Algo"             | Lara Di Carlo                        | 3:33    |  |
| 6.  | "Este Corazón"             | Armando Ávila                        | 3:30    |  |
| 7.  | "Tu Amor"                  | Diane Warren                         | 4:38    |  |
| 8.  | "Ser o Parecer"            | Ávila                                | 3:33    |  |
| 9.  | "Celestial"                | Lara Damián                          | 3:27    |  |
| 10. | "Inalcanzable"             | Lara                                 | 4:15    |  |
| 11. | "Empezar Desde Cero"       | Ávila                                | 3:33    |  |

| Bônus Multimedia |                                                      |                |         |  |
| N.º              | Título                                               | Compositor(es) | Duração |  |
| 1.               | "Estar Bien" (participação de Kudai e Eiza González) | Lara Di Carlo  | 3:31    |  |
| 2.               | "Empezar Desde Cero" (Karaokê)                       | Arriaga        | 3:37    |  |
| 3.               | "Historical 20 Photo Gallery"                        |                |         |  |

### Créditos de elaboração
Lista-se abaixo os profissionais envolvidos na elaboração da coletânea musical  Greatest Hits , adaptado do portal Allmusic Guide.
- Produção executiva - Pedro Damián
- Vocais - RBD
- Composição - Armando Ávila, Mauricio Arriaga, Carlos Lara, Max di Carlo, Diane Warren
- Produção - Armando Ávila, Carlos Lara, Emilio Ávila, Max di Carlo

## Best of Remixes
Best Of Remixes é um álbum de remixes de RBD, lançado em 15 de dezembro de 2009 pela EMI Music apenas no Brasil. O álbum contém 12 remixes de canções lançadas anteriormente pelo grupo, de seus álbuns Rebelde (2004), Nuestro Amor (2005), Celestial (2006) e Para Olvidarte De Mí (2009). As remisturas forma feitas pelos DJs Fabianno Almeida, Ian Duarte e Filipe Guerra.

### Lista de faixas
| N.º | Título                             | Compositor(es)                                                              | Duração |  |
| 1.  | "Para Olvidarte De Mí" (remix)     | Carlos Lara Pedro Damián                                                    | 3:51    |  |
| 2.  | "Fuego" (remix)                    | Niklas Bergwall Niclas Kings Johan Ramström Patrik Magnusson Papa Dee Boyzo | 3:12    |  |
| 3.  | "Nuestro Amor" (remix)             | Memo Méndez Guiu Emil Méndez                                                | 4:01    |  |
| 4.  | "Así Soy Yo"                       | Fernando Rojo                                                               | 3:18    |  |
| 5.  | "Bésame Sin Miedo" (remix)         | Chico Bennett John Ingoldsby                                                | 3:27    |  |
| 6.  | "Dame" (remix)                     | Lara                                                                        | 3:41    |  |
| 7.  | "Solo Quédate En Silencio" (remix) | Mauricio Arriaga                                                            | 3:31    |  |
| 8.  | "Tenerte Y Quererte" (remix)       | Amy Powers Guy Roche                                                        | 4:12    |  |
| 9.  | "Solo Para Ti" (remix)             | Mario Sandoval                                                              | 4:20    |  |
| 10. | "Qué Fue del Amor" (remix)         | Armando Ávila                                                               | 3:12    |  |
| 11. | "Este Corazón" (remix)             | Ávila                                                                       | 3:20    |  |
| 12. | "Santa No Soy" (remix)             | Julio Lacarra Michkin Boyzo                                                 | 3:19    |  |